# Шкода Октавия
 Тази статия е за модела автомобили, произвеждан от 1996 година.  За по-стария модел вижте Шкода Октавия (1959 – 1971).  
„Шкода Октавия“ (Škoda Octavia) е модел средни автомобили (сегмент C) на чешката автомобилостроителна компания „Шкода Ауто“, произвеждан в четири последователни поколения от 1996 година насам.

## Първо поколение (1996 – 2004)
От 1996 г. се произвежда и съвременният модел, който има същото шаси като Audi A3, Volkswagen Golf, Volkswagen Bora/Volkswagen Jetta и SEAT León/SEAT Toledo. През 2001 г. са извършени промени по дизайна на автомобила, а на някои пазари старият модел се продава като „Octavia Tour“. Започва и производството на модела в Индия под името „Škoda Laura“.

## Второ поколение (2004 – 2013)
През 2004 г. е представено ново поколение на автомобилите Škoda Octavia, основано на А-платформата на Volkswagen. Под същата платформа се произвеждат още Audi А3, Volkswagen Golf V, SEAT León, SEAT Altea. През 2006 г. е представен оф-роуд модела „Octavia Scout“. Octavia се произвежда като хечбек и комби. Предлага се оборудване във варианти „Classic“, „Ambiente“, „Elegance“ и „Laurin & Klement“. За любителите на спортния стил на шофиране се предлага спортния вариант на хечбек – Octavia RS.